# Metal on Metal (Album)
Metal on Metal ist das zweite Album der kanadischen Heavy-Metal-Band Anvil und wurde 1982 von Chris Tsangarides produziert. Es beeinflusste viele spätere namhafte Musiker des Genres und wurde trotz des Undergroundstatus der Band vor allem durch das Airplay in den Soldatensendern AFN und BFBS während der Achtzigerjahre bekannt. Heute gilt das Album als einer der Meilensteine der Metal-Geschichte.

## Musikstil
Während das Debütalbum Hard ’n’ Heavy noch sehr viele etablierte Stilarten von Boogie-Rock (ähnlich den härteren Songs von Status Quo) bis Hardrock verarbeitete, war das zweite Album deutlich stärker geprägt von einer Annäherung an den Heavy Metal mit seinem in dieser Epoche einsetzenden Innovationsdrang. Die Riffs und die Gesangsmelodien sind stark an Judas Priest angelehnt und man erkennt stilistische Parallelen zur gleichzeitig aufkommenden New Wave Of British Heavy Metal. Dies zeigt sich daran, dass die Songs nicht mehr den simplen Songschemata des Hardrocks folgen, sondern mehrere Harmoniewechsel und dramaturgische Stimmungswechsel durchlaufen. Als hervorgehobenes Beispiel ist hier der Titel Mothra zu nennen, welcher davon sehr gezielt Gebrauch macht.

## Bedeutung damals und heute
Obwohl Schlagzeuger Robb Reiner schon vor diesem Album die Technik der Double Bass-Drums einsetzte (bei Oh Jane vom Debüt), wird der hierauf enthaltene Song 666 oft als Geburtsstunde dieser Technik im Rock-Genre bezeichnet, was vor allem der Popularität dieses Albums geschuldet ist. Gleichermaßen gilt der Titel aufgrund seines hohen Tempos auch als einer der wesentlichen Einflüsse auf die später entstehenden extremeren Metal-Stilarten. Lips selbst ist überzeugt davon, dass die Schlagzeugtechnik von Robb Reiner und speziell der für die damaligen Verhältnisse schnelle Titel 666 den Grundstein für den Speed Metal gelegt haben und führt auch an, dass die Bandgründung von Slayer durch diesen Song motiviert wurde. Das Journal für Medienkulturanalyse „Rock and Pop in the Movies“ identifiziert Metal on Metal als „Blaupause für die kurz darauf einsetzende Thrash-Welle“.
Neben Slayer bezeichnen auch Scott Ian von Anthrax, Slash von Guns n’ Roses sowie Lars Ulrich von Metallica Metal on Metal als erheblichen Einfluss.
Zur fast gleichen Zeit befanden sich Iron Maiden im Studio an den Aufnahmen zu ihrer LP The Number Of The Beast. Dass gleichzeitig zwei später relevante Bands das Thema 666 im Heavy Metal verarbeiteten ist dem Zufall zuzuschreiben und nicht auf gegenseitige Beeinflussung. Das Album Metal on Metal ist daher aufgrund des vielbeachteten Songs 666 ebenso Wegbereiter für die heute unzählige Adaptionen der okkulten Numerologie und Offenbarungsgeschichte im Heavy Metal, obwohl sich Anvil vor und nach diesem Album ansonsten auf alltagsbezogene Hardrock-Lyrics beschränkten.
Das Instrumentalstück March of the Crabs dient der Band bis zum heutigen Tag als Opener für Live-Konzerte. Ursprünglich war der Gedanke dahinter ein rein praktischer aus der Zeit, in der Anvil keine Headliner-Gigs mit ausgedehntem Soundcheck spielten. Denn während des Stücks konnte der Soundmischer die Instrumente noch fein einpegeln, bevor er sich auf den späteren Gesang konzentriert

“Well, the main reason to do that first is so our sound man can get the balance of the instruments right before he has to worry about any vocals!”

Das Intro von March of the Crabs wurde in den späten 1980er-Jahren als Abspannmusik des ARD-Wissenschaftsmagazins Globus verwendet.

## Titelliste
1. Metal on Metal – 03:56
2. Mothra – 05:08
3. Stop Me – 05:26
4. March of the Crabs – 02:33
5. Jackhammer – 03:33
6. Heat Sink – 03:57
7. Tag Team – 04:09
8. Scenery – 04:42
9. Tease Me, Please Me – 04:53
10. 666 – 04:46